# Mon meilleur ennemi (série télévisée, 2008)
Pour les articles homonymes, voir Mon meilleur ennemi.
Mon meilleur ennemi (My Own Worst Enemy) est une série télévisée américaine en 9 épisodes de 42 minutes créée par Jason Smilovic et diffusée entre le 13 octobre 2008 et le 15 décembre 2008 sur le réseau NBC.
Cette série a été diffusée en Belgique sur RTL-TVI en juillet-août 2011.

## Synopsis
Henry Spivey mène une vie tranquille avec son épouse, ses deux enfants et son chien, jusqu'au jour où il découvre qu'un autre individu, diamétralement opposé, partage son corps. Il s'agit d'Edward Albright, un espion aux multiples dons, entraîné à tuer. Dès lors, la cohabitation devient difficile, les deux personnalités étant dangereuses l'une pour l'autre.

## Distribution
- Christian Slater (V. F. : Xavier Béja) : Henry Spivey / Edward Albright
- Mike O'Malley (V. F. : Jean-Pascal Quilichini) : Tom Grady / Raymond Carter
- Saffron Burrows (V. F. : Ariane Deviègue) : Dr Norah Skinner
- Mädchen Amick (V. F. : Rafaèle Moutier) : Angelica « Angie » Spivey
- Bella Thorne (V. F. : Alice Orsat) : Ruthy Spivey
- Taylor Lautner (V. F. : Alexandre Nguyen) : Jack Spivey
- James Cromwell (V. F. : Michel Ruhl) : Alistair Trumbull
- Alfre Woodard (V. F. : Françoise Vallon) : Mavis Heller
- Omid Abtahi (V. F. : Sébastien Desjours) : Tony Nazari
- Missy Yager (V. F. : Anne Massoteau) : Mary Grady
- Mindy Sterling (V. F. : Danièle Hazan): Arlene Scott

## Épisodes
1. Double vie (Breakdown)
2. L'oiseau-mouche (Hummingbird)
3. Mission forcée (Hello Henry)
4. Soupçons (This Is Not My Son)
5. Le train de nuit pour Moscou (The Night Train To Moscow)
6. L'homme au foulard (High Crimes and Turducken)
7. L'homme de Rio (Down Rio Way)
8. L'amour dans tous ses états (Love In All the Wrong Places)
9. Impossible retour (Henry & The Terrible, Horrible No Good Very Bad Day)